# 9430 Erichthonios
9430 Erichthonios este o planetă minoră (asteroid), cu un diametru de 27,532 km, din Asteroid troian al lui Jupiter. A fost descoperită pe 17 aprilie 1996 la Observatorul European Austral de Eric Walter Elst și a fost numită după Erichthonius⁠(d). 
Obiectul prezintă o orbită caracterizată de o semiaxă mare de 5,2663274 UAi, o excentricitate de 0,053, o înclinație de 1,00294 ° în raport cu ecliptica.